# 聖貝爾納多 (昆迪納馬卡省)

聖貝爾納多（西班牙語：San Bernardo），是哥倫比亞的城鎮，位於該國中部昆迪納馬卡省，距離首都波哥大99公里，面積249平方公里，海拔高度1,600米，始建於1908年5月3日，人口24,464。